# KBS De Howiblo
KBs De Howiblo is een katholieke basisschool met 265 leerlingen (schooljaar 2023-2024) en staat in de wijk Hofland in Montfoort. De naam van de school is afgeleid van de drie wijken waaruit de leerlingen komen: Hofland, Willeskop en Blokland.

## Scholencomplex
De school is in 1977 opgericht en is sinds 2024 gevestigd in een nieuwbouwcomplex  waarin ook basisscholen de Graaf Jan van Montfoortschool en de Hobbitstee zijn gehuisvest, evenals kinderopvangorganisatie Kind & Co Ludens.

## Bijzonderheden
Op het schoolplein bij de kleuterlokalen staat een kunstwerk van Gabriël Sterk, getiteld Dansende meisjes.

## Afbeeldingen

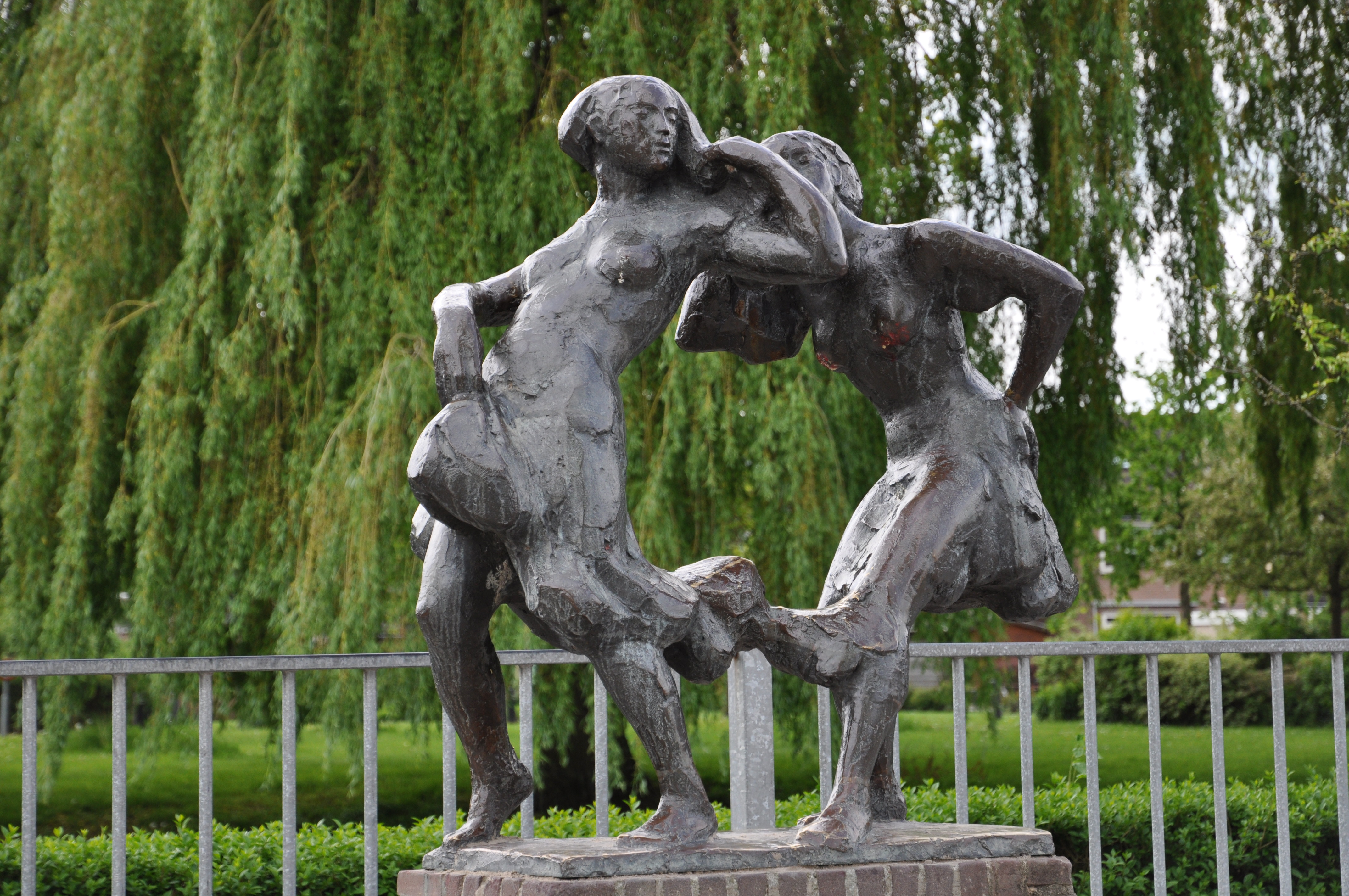
Kunstwerk  Dansende meisjes